# Naoko Kawai
Naoko Kawai (河合奈保子, Kawai Naoko) és una cantant, compositora, cantautora, actriu i artista japonesa activa principalment durant la dècada de 1980 i principis de 1990. Des de 1981 a 1986 va participar al conegut programa de televisió NHK Kōhaku Uta Gassen i al Japan Record Awards.

## Biografia
Naoko Kawai va nàixer el 24 de juliol de 1963 al districte de Sumiyoshi, a la ciutat d'Osaka, al Japó. De la mà del segell discogràfic Nippon Columbia, Naoko va debutar amb el seu primer senzill el 1980. Durant la seua carrera va participar en diversos prestigiosos certàmens de música japonesa com el Japan Record Awards o el Gran Premi de la Música Japonesa. El 1987 el senzill "Izayoi Monogatari" va guanyar el premi a millor cançó al festival de música internacional de Praga.

## Discografia

### Senzills
| Nº | Llançament     | Llançament | Llançament                                                         |
| Nº | Data           | Any        | Single                                                             |
| -- | -------------- | ---------- | ------------------------------------------------------------------ |
| 1  | 1 de juny      | 1980       | "Ôkina mori no chiisana ouchi" (大きな森の小さなお家)              |
| 2  | 25 d'agost     | 1980       | "Young Boy" (ヤング・ボーイ)                                       |
| 3  | 10 de desembre | 1980       | "Aishitemasu" (愛してます)                                         |
| 4  | 10 de març     | 1981       | "17-sai" (17才)                                                    |
| 5  | 1 de juny      | 1981       | "Smile for Me" (スマイル・フォー・ミー)                            |
| 6  | 1 de setembre  | 1981       | "Moonlight Kiss" (ムーンライト・キッス)                            |
| 7  | 5 de setembre  | 1981       | "Love Letter" (ラブレター)                                         |
| 8  | 10 de març     | 1982       | "Ai wo Kudasai" (愛をください)                                     |
| 9  | 10 de juny     | 1982       | "Natsu no Heroine" (夏のヒロイン)                                  |
| 10 | 1 de setembre  | 1982       | "Kenka wo Yamete" (けんかをやめて)                                 |
| 11 | 1 de desembre  | 1982       | "Invitation"                                                       |
| 12 | 1 de març      | 1983       | "Strow Touch no Koi" (ストロー・タッチの恋)                        |
| 13 | 1 de juny      | 1983       | "Escalation" (エスカレーション)                                    |
| 14 | 14 de setembre | 1983       | "UN Balance" (UNバランス)                                          |
| 15 | 1 de desembre  | 1983       | "Gimonfu" (疑問符)                                                 |
| 16 | 1 de març      | 1984       | "Soyokaze no Melody" (微風のメロディー)                            |
| 17 | 1 de juny      | 1984       | "Control" (コントロール)                                           |
| 18 | 28 d'agost     | 1984       | "Kuchibiru no Privacy" (唇のプライバシー)                          |
| 19 | 5 de desembre  | 1984       | "Kita eki no Solitude" (北駅のソリチュード)                        |
| 20 | 5 de març      | 1985       | "Jelous Train" (ジェラス・トレイン)                                |
| 21 | 12 de juny     | 1985       | "Debut - Fly Me To Love" (デビュー〜Fly Me To Love)                |
| 22 | 3 d'octubre    | 1985       | "Lavender Lips" (ラヴェンダー・リップス)                           |
| 23 | 12 de desembre | 1985       | "Tsuki ni Furu Yuki" (THROUGH THE WINDOW〜月に降る雪〜)            |
| 24 | 1 d'abril      | 1986       | "Namida no Hollywood" (涙のハリウッド)                             |
| 25 | 24 de juliol   | 1986       | "Setsuna no Natsu" (刹那の夏)                                      |
| 26 | 26 de novembre | 1986       | "Half Moon Serenade" (ハーフムーン・セレナーデ)                    |
| 27 | 1 de març      | 1987       | "Omoide no Conney Island" (想い出のコニーズ・アイランド)           |
| 28 | 24 de juliol   | 1987       | "Izayoi Monogatari" (十六夜物語)                                   |
| 29 | 1 de març      | 1988       | "Kanashii Hito" (悲しい人)                                         |
| 30 | 21 de juliol   | 1988       | "Harbour Light Memories"                                           |
| 31 | 10 de novembre | 1989       | "Kanashimi no Anniversary" (悲しみのアニバァサリー 〜Come again〜) |
| 32 | 10 d'abril     | 1990       | "Mi · Rai" (美・来)                                                |
| 33 | 1 de setembre  | 1990       | "Nemuru, Nemuru, Nemuru" (眠る、眠る、眠る)                        |
| 34 | 21 de juny     | 1992       | "Golden sunshine day"                                              |
| 35 | 21 d'octubre   | 1993       | "Engagement" (エンゲージ)                                          |
| 36 | 21 de març     | 1994       | "Yume no ato kara" (夢の跡から)                                    |